# Кёнигсбергер, Гельмут
Гельмут Кёнигсбергер (Helmut (Helli) Georg Koenigsberger; 24 октября 1918, Грюнау — 8 марта 2014, Лондон) — британский историк немецкого происхождения, исследователь Европы раннего Нового времени. Доктор философии (1949), профессор в Королевском колледже Лондона (с 1973 по 1984 г.), заведовал там кафедрою истории; перед тем преподавал в Корнелле. Член Британской академии (1989).

## Биография
Родился младшим из пяти детей в привилегированной семье архитектора; воспитывался как лютеранин. Нобелевский лауреат физик Макс Борн приходится ему дядей по материнской линии.
Примечательно, что уже в одиннадцатилетнем возрасте Гельмут объявил своей семье, что намерен стать университетским профессором истории. С юношеских лет он был очарован Гомером. Однако жизнь их семьи резко изменилась со смертью отца семейства в 1932 году; новообращенные христиане, они имели еврейское происхождение (о чём дети даже не знали до 1933 года) - из-за вызванных этим фактом обстоятельств жизни в нацистской Германии, семья переезжает: Гельмут попадет в Англию. В 1937 году он поступил в Кембридж и изучал историю в колледже Гонвилл-энд-Киз. В мае 1940 года интернирован и депортируется в Канаду. После восьми месяцев интернирования, во время чего ему довелось посещать лекции Отто Демуса, Кенигсбергер вернулся в Англию. Большую часть 1941—1944 годов он провел, работая школьным учителем. При этом в 1942 году он посетил своих старых наставников в Кембридже и убедил их разрешить ему неофициально работать над докторской диссертацией. В 1944 году призван в Королевский флот. Демобилизован в октябре 1945 года. Той же осенью Кёнигсбергер возвращается в Кебридж для продолжения работы над докторской диссертацией — и в 1949 году получит степень доктора философии; его научным руководителем был Charles Previté-Orton — а после смерти того в марте 1947 года станет Герберт Баттерфилд. Во время работы над диссертацией Кёнигсбергер установит контакт с Virgilio Titone, который сразу высоко оценит Г. Кёнигсбергера и станет тому, по собственным словам последнего, «учителем, моим гуру и другом», а также «моим проводником». В 1951 году Кёнигсбергер выпустил небольшую монографию на основе своей докторской диссертации о Сицилии, под названием The Government of Sicily Under Philip II of Spain. Книга получит признание и в 1969 году будет переиздана под новым названием The Practice of Empire (в 1975 году переведена на испанский, где также будет издана повторно в 1989 г., эпилог к последнему изданию напишет Pablo Fernández Albaladejo). После выхода своей первой монографии Кёнигсбергер переключается на изучение парламентов раннего Нового времени. В 1948—1951 гг. он читал лекции в Королевском университете в Белфасте, а в 1951-60 гг. являлся старшим лектором Манчестерского университета. В 1960-66 гг. в Ноттингемском университете. Летом 1957 года он преподавал в Бруклинском колледже в Нью-Йорке, когда впервые встретил Дороти Романо; в 1961 году они поженятся, а в 1963 году у них родятся дочери-близняшки. В 1966 году супруги перебрались в Корнеллский университет. Училась у него Margaret Jacob. В 1966 году вместе с John Elliott (historian) Кёнигсбергер основал серию Cambridge Studies in Early Modern History.
В 1968 году в соавторстве с Джорджем Моссом выпустил быстро зарекомендовавший себя учебник Europe in the Sixteenth Century, переведенный на несколько языков (в 1989 г. вышло второе исправленное издание); эта книга является одной из самых читаемых работ Г. Кёнигсбергера. С 1973 г. профессор в Королевском колледже Лондона (став преемником John Elliott (historian)); впоследствии станет его почетным фелло. С 1984 года на пенсии.
В 1986 г. выпустил сборник своих статей под названием Politicians and Virtuosi (переиздан Bloomsbury в 2006 году). В 1987 году в Лондоне вышел двухтомник его учебника History of Europe, 400—1789.
Его второй и последней монографией стала Monarchies, States Generals and Parliaments: the Netherlands in the Fifteenth and Sixteenth Centuries (2001).
Гельмут Кёнигсбергер критиковался за применение «схематических критериев в механистической манере». Собою он причислялся к «англо-американскому позитивистскому взгляду на историю».
В 1980-5 гг. президент ICHRPI. В 1980—1982 гг. вице-президент Королевского исторического общества.
Публиковался в Past & Present.
Автор Encyclopaedia Britannica.
Был страстным любителем музыки, особенно камерной; до конца своих дней играл на скрипке. Остались вдова, дочери и две внучки.
Командор исп. ордена Изабеллы Католической (1997).